# 시에라군 (뉴멕시코주)

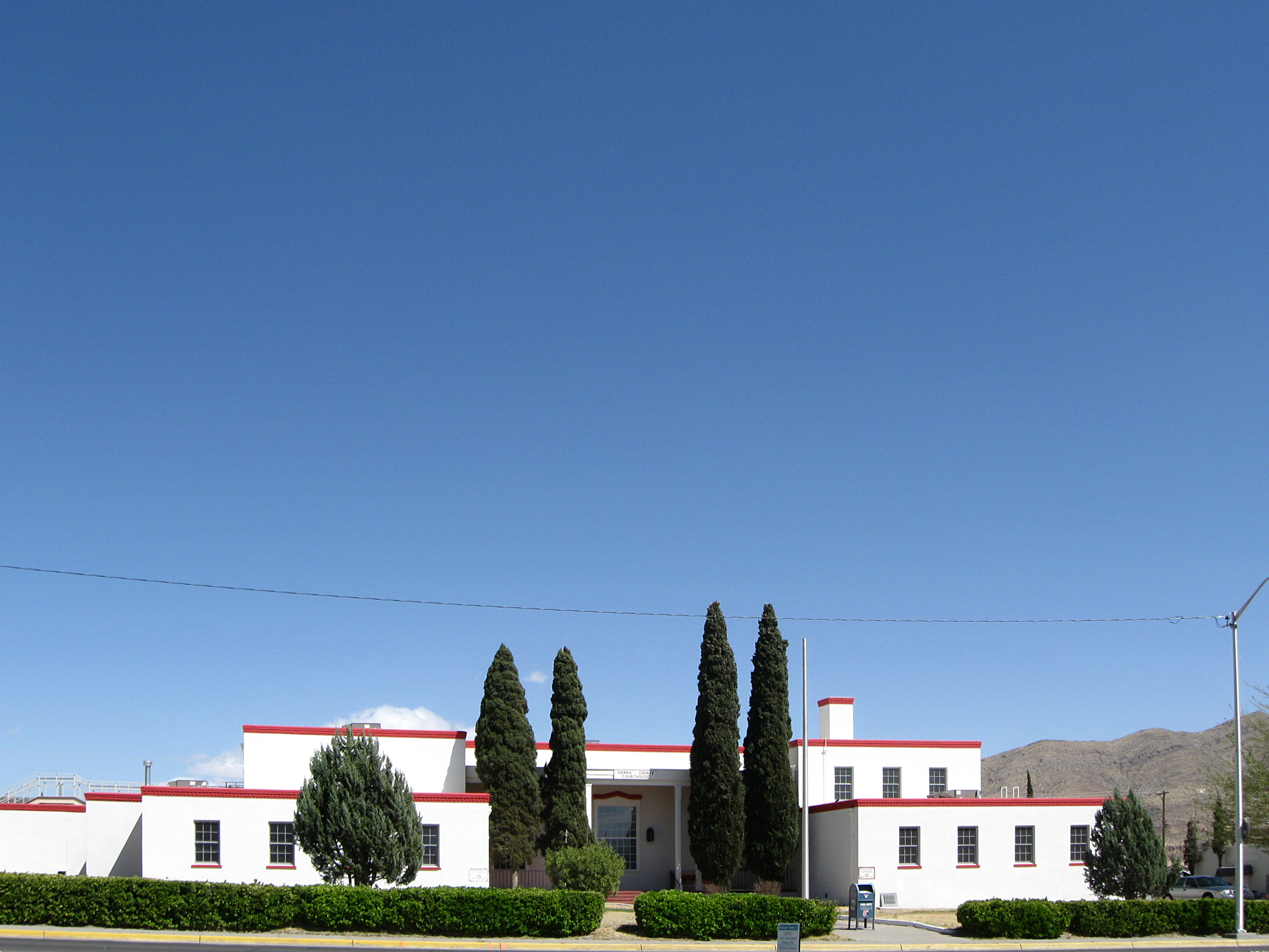

시에라군(영어: Sierra County)은 미국 뉴멕시코주 남서부에 있는 군이다. 2000년 현재, 인구는 13,270명이다. 군청 소재지는 트루스 오어 콘시퀀시즈이다.

## 지리
총면적은 10,972 km2(4,236 mi²)이다. 이 중 육지 면적은 10,827 km2(4,180 mi²)이고, 수면적은 145 km2(56 mi²)로, 수면적이 시에라 군 면적의 1.32 %를 차지한다.

## 인구
| 인구조사                                                      | 인구   | Note  | %±     |
| ------------------------------------------------------------- | ------ | ----- | ------ |
| 1910년                                                        | 3,536  |       | —      |
| 1920년                                                        | 4,619  |       | 30.6%  |
| 1930년                                                        | 5,184  |       | 12.2%  |
| 1940년                                                        | 6,962  |       | 34.3%  |
| 1950년                                                        | 7,186  |       | 3.2%   |
| 1960년                                                        | 6,409  |       | −10.8% |
| 1970년                                                        | 7,189  |       | 12.2%  |
| 1980년                                                        | 8,454  |       | 17.6%  |
| 1990년                                                        | 9,912  |       | 17.2%  |
| 2000년                                                        | 13,270 |       | 33.9%  |
| 2010년                                                        | 11,988 |       | −9.7%  |
| 2019 (추산)                                                   | 10,791 | [ 1 ] | −10.0% |
| U.S. Decennial Census 1790-1960 1900-1990 1990-2000 2010-2016 |        |       |        |

## 인접하는 군
- 북서쪽: 캐트론 군
- 북쪽: 소코로 군
- 북동쪽: 링컨군
- 동쪽: 오테로 군
- 남쪽: 도냐아나 군, 루나 군
- 서쪽: 그랜트군